# Barbara Martin Coppola
Barbara Martin Coppola, est une dirigeante d’entreprise de nationalité française, espagnole et américaine. Elle était directrice générale du groupe Decathlon de 2022, à 2025.

## Biographie

### Débuts de carrière
Après des études à l'Université polytechnique de Madrid et Télécom Paris, Barbara Martin Coppola commence sa carrière chez Texas Instruments. 
Elle devient ensuite responsable du marketing mondial chez Samsung, puis occupe divers postes de direction chez Google avant d’être nommée responsable mondial du marketing produit chez YouTube puis Chief Marketing Officer de l’entreprise de livraison de repas à domicile GrubHub à son siège de Chicago,.

### Carrière chez Ikéa
En avril 2018, elle est nommée responsable de la stratégie numérique du groupe Ikea.

### Decathlon
Le 24 janvier 2022, Barbara Martin Coppola est nommée au poste de directrice générale du groupe Decathlon.
Elle est la première femme à diriger cette entreprise et également la première dirigeante venue de l’extérieur, à la différence de ses prédécesseurs, tous issus directement du groupe,.
Le 27 mars 2025, elle quitte la direction générale de Decathlon, remplacée par Javier López.

### Distinctions
- 2023 : Chevalier dans l'Ordre National du Mérite[11].

- 2023 : Prix d’excellence féminine du Club des dirigeantes espagnoles[12].

- 2023 : Prix de la Transformation de L’Express 2023[13].